# Hanna Hertsyk
Hanna Hertsyk, död 1752, var en hetmana av Ukraina som gift med Filip Orlik, Ukrainas hetman 1708-1742.
Hon var politiskt aktiv och känd för sitt stöd för sin makes kamp för Ukrainas självständighet under det stora nordiska kriget. Under hans frånvaro agerade hon som hans ställföreträdare. Hon åtföljde maken på hans exil i Sverige, där de bodde mellan 1709 och 1721. Hon skötte en vidsträckt diplomatisk korrespondens med europeiska makthavare.

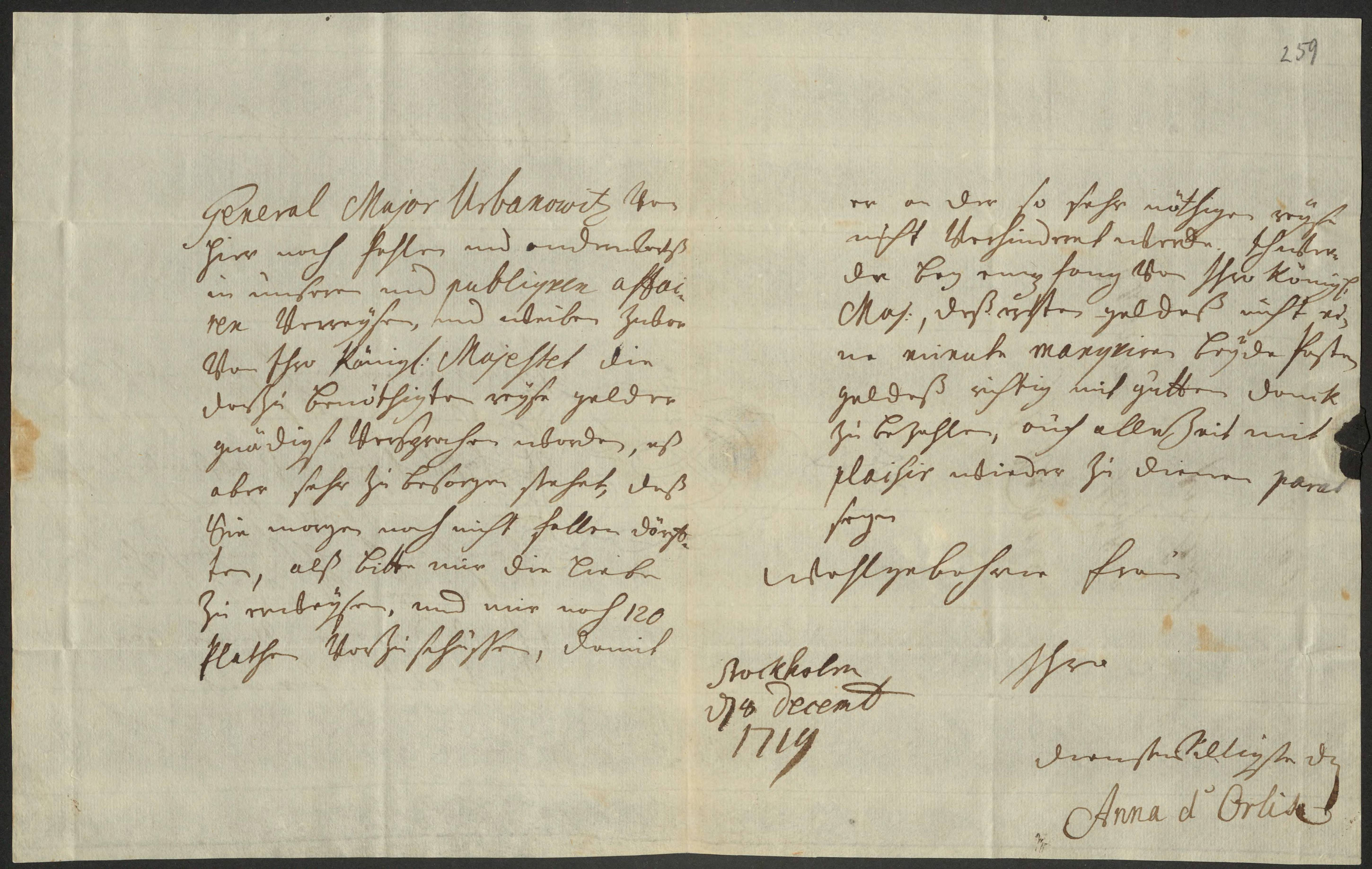
Brev skrivet av Hanna Hertsyk till Madame de Höpken, i Stockholm 8 december 1719.